# Massif d'Urko
Le massif d'Urko est partagé entre le Guipuscoa et la Biscaye dans les Montagnes basques.

## Sommets
- Urko, 795 m 43° 12′ 05″ nord, 2° 29′ 13″ ouest (entre le Guipuscoa et la Biscaye)
- Mundio, 723 m 43° 12′ 27″ nord, 2° 29′ 47″ ouest (entre le Guipuscoa et la Biscaye)
- Mendibil, 613 m 43° 13′ 17″ nord, 2° 31′ 21″ ouest (Biscaye)
- Olamendi, 603 m 43° 13′ 10″ nord, 2° 31′ 18″ ouest (Biscaye)
- Mikaoko Punta, 601 m 43° 13′ 13″ nord, 2° 31′ 49″ ouest (Biscaye)
- Ariznabar, 594 m 43° 12′ 50″ nord, 2° 30′ 36″ ouest (Biscaye)
- Egiko Lezea, 589 m 43° 12′ 43″ nord, 2° 30′ 44″ ouest (Biscaye)
- Ilunpe, 537 m 43° 13′ 41″ nord, 2° 31′ 27″ ouest (Biscaye)
- Arrateko Kurutzea, 531 m 43° 12′ 10″ nord, 2° 26′ 49″ ouest (Guipuscoa)
- Arantzamendi, 522 m 43° 14′ 04″ nord, 2° 28′ 36″ ouest (Biscaye)
- Urutxuri, 522 m 43° 12′ 53″ nord, 2° 30′ 59″ ouest (Biscaye)
- Artaluze, 514 m 43° 11′ 34″ nord, 2° 29′ 31″ ouest (Biscaye)
- Arteta, 513 m 43° 12′ 54″ nord, 2° 31′ 37″ ouest (Biscaye)
- Baldaburu, 469 m 43° 14′ 43″ nord, 2° 30′ 09″ ouest (Biscaye)
- Lindar, 443 m 43° 11′ 21″ nord, 2° 29′ 19″ ouest (entre le Guipuscoa et la Biscaye)
- Karigana, 418 m 43° 11′ 08″ nord, 2° 29′ 22″ ouest (entre le Guipuscoa et la Biscaye)
- Artarrai, 406 m 43° 11′ 26″ nord, 2° 29′ 44″ ouest (Biscaye)
- Artamendigana, 371 m 43° 11′ 55″ nord, 2° 30′ 38″ ouest (Biscaye)
- Mallumendi, 337 m 43° 11′ 18″ nord, 2° 30′ 58″ ouest (Biscaye)